# Кирику и дивље животиње
Кирику и дивље животиње (франц. Kirikou et les bêtes sauvages; познат и као Кирику против дивљи звери или само Кирику против дивљих животиња) је француски дугометражни цртани филм из 2005. године. Наставак је филма Кирику и вештица.
Премијера је одржана у Филмском фестивалу у Кану 13. маја 2005. године.
У Србији је имао премијеру децембра 2006. године, а синхронизација је радио студио Призор, док је после тога објављена и на ДВД-у, у издању фирме „Метро филм“.

## Радња
Филм је под-прича Кирикуа и вештице, а не директни наставак. Радња филма је смештена док је Кирику још увек дете, а Караба још увек вештица. Као и Princes and Princesses и Les Contes de la nuit, то је антологијски филм који се састоји од неколико епизодних прича, од којих свака описује Кирикуове интеракције са различитим животињама. Међутим, јединствен је међу филмовима Мишела Оселота, не само по томе што га режира Бенедикт Галуп (који је раније радио са њим као аниматор), већ и по томе што је сваку од прича написала друга особа (у свим осталим случајевима, Оселот је био једини писац и режисер његових филмова).

## Улоге
| Улога     | Име глумца                      |
| --------- | ------------------------------- |
| Кирику    | Данило Бракочевић               |
| Старац    | Бојан Лазаров                   |
| Ујак      | Милан Чучиловић                 |
| Мајка     | Душица Синобад                  |
| Караба    | Александра Цуцић                |
| Мудрац    | Бојан Лазаров                   |
| Фетиш #1  | Милан Чучиловић                 |
| Мршава    | Јадранка Селец                  |
| Причалица | Јадранка Селец                  |
| Деца      | Андрија Младеновић Сања Поповић |